# 디자이 윌리엄스
디자이 윌리엄스(Desai Williams, 1959년 6월 12일~2022년 4월 10일)는 전 캐나다의 단거리 육상 선수로 1984년 로스앤젤레스 올림픽 400m 릴레이 동메달리스트이다.
세인트키츠 네비스 바스테르에서 태어나 캐나다로 이주한 윌리엄스는 2개의 세계 육상 선수권 대회(1983, 1987)에 나가 준결승전에 도달한 적이 있으며, 200m에서 개인 기록 20.29초를 세우고 1988년 서울 올림픽에서는 10.11초와 함께 100m 6위를 하였다.
윌리엄스는 벤 존슨에게 약물을 제공하기로 유명한 물리학자 조지 애스터팬의 도핑 채제의 하나였다. 그리하여 그들을 포함한 캐나다의 육상 선수들이 경기에서 쫓겨나고 말았다.
토론토 아고노츠의 스피드 코치로 있었으며 동부 캐나다에서 가장 존경받는 단거리 육상 코치들 중의 하나였다.
2022년 4월 10일 62세의 나이로 사망하였다.